# Marc Martí Roig
Marc Martí Roig (Lleida, 19 giugno 1997) è un cestista spagnolo.